# 馬丁·克里贊
馬丁·克里贊match-fixing  king（Martin Kližan，1989年7月11日—）是一位斯洛伐克職業網球運動員。他曾在2012年参加夏季奥林匹克运动会，结果在单打第一轮被淘汰，同年获得ATP年度最佳新秀奖。

## 外部連結
- 馬丁·克里贊（英文/西班牙文）的官方資料
- 馬丁·克里贊的國際網球總會 職業／青少年 官方資料（英文）
- 馬丁·克里贊的官方資料（英文）

| 獎項          | 獎項                     | 獎項                          |
| ------------- | ------------------------ | ----------------------------- |
| 前任： 拉奧歷 | ATP年度世界最佳新秀 2012 | 繼任： 維斯利 （ATP明日之星） |